# Вилья-Хенераль-Бельграно
Вилья-Хенераль-Бельграно (исп. Villa General Belgrano) — город и муниципалитет в департаменте Каламучита провинции Кордова (Аргентина).

## История
Населённый пункт Лос-Саусес существовал в этих местах ещё в XVIII веке. В 1929 году здесь поселился немецкий иммигрант Пауль Фридрих Хайнце с целью организации сельскохозяйственного кооператива. При финансовой поддержке Хорхе Каппуна, он начал скупать земли, и продавать их в основном лицам немецкого происхождения. В 1932 году сюда прибыли первые 15 поселенцев, а в 1937 году образовавшийся городок получил название Вилья-Каламучита.
В конце 1939 года в результате битвы у Ла-Платы англичанами был потоплен немецкий тяжёлый крейсер «Адмирал Граф Шпее», и в Вилья-Каламучита было поселено 130 выживших немецких моряков из его экипажа; правительство Германии требовало передать моряков ему для судебного разбирательство, но правительство Аргентины отвергло это требование.
В 1943 году в Аргентине шли дебаты, касающиеся возможности вступления страны во Вторую мировую войну, и трое из проживающих здесь немецких моряков осуществили сожжение аргентинского флага. Хотя доказать их вину не удалось, законодательное собрание провинции решило изменить название городка на Вилья-Хенерал-Бельграно в честь автора флага Аргентины.
Немецкоязычность местного населения привлекала в городок и других переселенцев из Германии, Австрии, Швейцарии и Италии; так, после Второй мировой войны именно здесь поселился знаменитый немецкий авиастроитель Курт Танк.
В 1953 году город получил статус муниципалитета.

## Праздники
Ежегодно в городке проводится Национальный праздник пива — аналог немецкого Октоберфеста.